# Andromedidi
Andromedidi ali Bielidi (tudi Alfa Andromedidi) so meteorji iz vsakoletnega meteorskega roja.
Radiant Andromedidov leži v ozvezdju Andromede (And) (Andromeda). Andromedidi se pojavljajo od 25. septembra do 3. oktobra, svoj vrhunec pa dosežejo 12. novembra. Meteorski roji Andromedidov, ki se pojavljajo sedaj imenujejo tudi letni Andromedidi 
Za Andromedide iz leta 1872 in 1885 pa uporabljajo samo ime Andromedidi. Obstajajo pa tudi Ni Andromedidi
, 
ki imajo kot starševsko telo asteroid 2002 XO14.

## Zgodovina
Zgodovina Andromedidov je tesno povezana s kometom 3D/Biela, ki je bil trikrat odkrit. Nazadnje ga je odkril Wilhelm von Biela v letu 1826 (po njem ima tudi ime). Biela je znal povezati vsa tri odkritja z enim nebesnim telesom. Leta 1832 ga je odkril John Herschel. Nato ga nekaj časa zopet niso videli. V letu 1839 so ga zopet opazili. Takrat je postal za astronome izredno zanimiv, ker je imel dve ločeni jedri, ki sta počasi večali svojo medsebojno razdaljo. Obe jedri so nekaj časa lahko opazovali. Ko se je komet zopet pojavil leta 1846 je imel še samo eno jedro. Pozneje so ga zopet izgubili in ga nikoli več niso videli. Zanimivo je to, da so v času predvidene vrnitve kometa (1872) opazili izredno močan roj (do 3000 utrinkov na uro).
Prvi podatki o meteorskem roju Andromedidov obstajajo za 5. december leta 1741. Pojavili so se še leta 1798, ko so 7. decembra opazili okoli 400 utrinkov na uro. Najmočnejši je bil roj 27. nevembra 1885, ko so lahko opazili tudi do 13.000 utrinkov na uro. Meteorski roji Andromedidov so se še pojavljali 6. decembra 1738 (okoli 100 na uro), 6. decembra 1847 (~ 150 na uro), 30. novembra 1867, nato pa še v letih 1885, 1892, 1899, 1904 (~ 20 na uro), 1940 (~ 30 na uro). Komet 3D/Biela je bil prvi komet, ki so ga lahko z veliko verjetnostjo povezali z meteorskimi roji.
V letu 1971 so opravili nove raziskave tirnice kometa 3D/Biela. Lindblad je ugotovil, da Amdromedide sestavljata dva toka, pozneje pa so ugotovili, da nista samo dva toka delcev, ampak jih je več. Na te tokove delcev je verjetno vplival Jupiter. Zaradi tega se je vrhunec roja pomikal od sredine decembra v sredino novembra. To pomeni, da trenutna aktivnost v novembru izhaja iz nove tirnice delcev. Aktivnost iz decembra pa izhaja iz starega toka delcev. V 70. letih dvajsetega stoletja so postali Andromedidi bolj zanimivi, ker so zopet lahko opazovali šibek roj (nekaj utrinkov na uro). Verjetno trenutne roje Andromedidov povzroča cela vrsta nitastih obročev sestavljenih iz manjših delcev. Ti obroči so nastali iz prvotne sledi poti kometa zaradi vpliva Jupitra. V zadnjih 100 letih so zaznali naraščajočo letno dolžino roja in obstoj večkratnih vrhuncev v novembru. Letne Andromedide je raziskoval tudi Hoffmeister. Opazil je, da se je radiant Piscidov pomikal proti severu oziroma proti radiantu znanih Andromedidov.

## Opazovanje
Meteorji so šibki, rdečkaste barve in niso močnejši od 3,0 do 3,5 magnitude. Andromedidi so bili najmočnejši meteorski roj v 19. stoletju. Danes se pojavljajo vse od 25. septembra in včasih trajajo tudi do 6. decembra.